# Cosmic
Cosmic es el séptimo EP en coreano y decimoquinto en total del grupo femenino surcoreano Red Velvet. Fue lanzado por SM Entertainment el 24 de junio de 2024 y contiene seis pistas, incluido el sencillo principal del mismo nombre. El 1 de agosto de 2024 se publicó una reedición del EP conmemorando el décimo aniversario del grupo y agregando una pista adicional.

## Antecedentes y lanzamiento
El 10 de junio de 2024, SM Entertainment anunció que Red Velvet lanzaría su séptimo EP en coreano titulado Cosmic. Un día después, se publicó el cronograma de promociones. El 14 de junio, se publicaron teasers individuales de cada integrante. El 20 de junio, se lanzó un tráiler titulado «Love is Cosmic». Tres días después, se lanzó el adelanto del vídeo musical de «Cosmic». El EP fue lanzado junto con el video musical de "Cosmic" el 24 de junio.

## Lista de canciones
| CD / Descarga digital |               |                                                                          |                                                                                        |                                                       |          |  |
| N.º                   | Título        | Letras                                                                   | Música                                                                                 | Arreglo                                               | Duración |  |
| 1.                    | «Cosmic»      | Kenzie                                                                   | Kenzie, Jonatan Gusmark, Ludvig Evers, Adrian McKinnon, Ellen Berg                     | Moonshine, Kenzie                                     | 3:46     |  |
| 2.                    | «Sunflower»   | Kim In-hyung (JamFactory), Jeong Mul-hwa (JamFactory)                    | Moa "Cazzi Opeia" Carlebecker, Wilhelmina, Jonatan Gusmark, Ludvig Evers               | Moonshine                                             | 3:17     |  |
| 3.                    | «Last Drop»   | Bay (153/Joombas), Zaya (153/Joombas)                                    | Alida Garpestad Peck, James Wong, David Brook                                          | James Wong                                            | 3:23     |  |
| 4.                    | «Love Arcade» | Liljune (153/Joombas)                                                    | Ryan Kim, Devine Channel, Jayna Brown, Denzelworldpeace, Sakehands, Yumi K., Geist Way | Ryan Kim, Devine Channel, denzelworldpeace, Sakehands | 2:57     |  |
| 5.                    | «Bubble»      | Sumin, Soyo                                                              | Charli Taft, Sumin, Daniel "Obi" Klein                                                 | Daniel "Obi" Klein                                    | 3:28     |  |
| 6.                    | «Night Drive» | Danke, Moon Seol-ri, Na Jeong-ah (153/Joombas), Yoo Jae-eun (JamFactory) | Flip_00, Isak Alvedahl, 37, Rachael Chevlin                                            | Flip_00, 37                                           | 3:20     |  |
| 20:11                 |               |                                                                          |                                                                                        |                                                       |          |  |

| Pista adicional de la versión Cosmie |                |          |  |
| N.º                                  | Título         | Duración |  |
| 7.                                   | «Sweet Dreams» | 3:09     |  |
| 23:20                                |                |          |  |